# Henrik II av Mecklenburg
Henrik II "Lejonet" av Mecklenburg, tyska Heinrich "der Löwe", född efter 1266 (1267?), död 21 januari 1329, begravd i Doberan, var furste av Mecklenburg 1287-1329. Son till furst Henrik I av Mecklenburg (död 1302) och Anastasia av Pommern (död 1317).

## Biografi
Henrik växte upp utan sin far då denne under många år satt fängslad i Kairo. Regentskapet fördes av modern och släktingar, men 1287 kunde Henrik själv tillträda regerandet i furstendömet Mecklenburg. Den åldrige fadern återvände hem först 1298.
I sitt första äktenskap med Beatrix av Brandenburg förvärvade Henrik herrskapet Stargard, och i ett fördrag 1304 fastslogs att landet Stargard nu ingick i Henriks besittningar.
Henrik sökte erövra landet Werle i kamp mot den 1291 mördade Werle-fursten Henriks söner, men dessa planer gick om intet. 1299 bekämpade han, tillsammans med sin svärfar markgreve Albrekt av Brandenburg, furst Nikolaus "Barnet" av Rostock (död 1314). Nikolaus svor 1300 lydnad till danske kung Erik Menved som då ingrep, varefter Henrik tillsammans med sina kusiner i Werle led nederlag. Erik Menved satte sig 1301 personligen i besittning av Rostock.
1304 drog Henrik och markgrevarna till Böhmen för att där hjälpa kung Wenzel mot kejsar Albrekt I. Även detta krigståg blev utan militär framgång för Henrik, men det gav honom tillnamnet "Lejonet". Väl hemkommen drogs han in i en rad konflikter med de vendiska hansastäderna, först och främst med Wismar som underkastade sig 1311. På Erik Menveds uppdrag kuvade Henrik även Rostock den 15 december 1312. Men när Henrik 1313 gav sig iväg på en pilgrimsresa till Roccamadonna reste sig Rostock på nytt. Henrik vände snabbt hemåt och överrumplade staden den 12 januari 1314.
1315 kämpade Henrik mot staden Stralsund som återigen revolterat mot sin länsherre Wizlaw av Rügen. Därtill fick Henrik ta sig an markgreve Valdemar av Brandenburg som fallit in i landet herrskapet Stargard. I juli 1316 nödgades Henrik häva sin belägring av Stralsund, men över markgreven vann han en glänsande seger vid Gransee. Vid fredsslutet 25 november 1317 återlämnades landet herrskapet Stargard till Henrik.
Henrik följde 1319 med greve Gerhard III av Holstein på dennes fälttåg till Dithmarschen, men de led ett fullständigt nederlag från vilket Henrik undkom med blotta förskräckelsen. Han gav sig dock ut på nya fälttåg vid gränsen till Mark Brandenburg som var herrelöst efter markgreve Valdemars död 14 augusti 1319. Henrik hyllades bland annat i Priegnitz, men strax pockade återigen Rostock på hans uppmärksamhet då dess länsherre Erik Menved avled 13 november 1319. Den 21 maj 1323 slöt Henrik fred med Erik Menveds efterträdare. Henrik fick då bland annat Rostock som ärftligt län.
Efter detta tog Henrik återigen upp kampen mot Brandenburg och dess nye markgreve Ludvig. Sina erövringar lyckades Henrik dock inte behålla - den 24 maj 1325 slöt han fred mot en summa pengar. Samma år, den 10 november, avled Wizlaw av Rügen. Henrik företog då ett fälttåg mot Vorpommern. Efter hårda strider slöts fred i Brudersdorf 27 juni 1328, och även denna gång erhöll han en summa pengar.
Henrik "Lejonet" avled 21 januari 1329 och begravdes i Doberan.

## Äktenskap och barn
Henrik gifte sig tre gånger:
Första giftet stod i Neubrandenburg 11 augusti 1292 med Beatrix av Brandenburg (död 1314), till vilket påvlig dispens erhölls 23 december 1292. Barn:
1. Mechthild (levde 1358), gift med hertig Otto III av Braunschweig-Lüneburg (död 1352)

Andra giftet stod i Dömitz 1315/1317 med Anna av Sachsen-Wittenberg (död 1327), ett äktenskap vars kontrakt upprättats nära Kraak redan 6 juli 1315. Påvlig dispens erhölls först 5 september 1318. Barn:
1. Lukardis (död 1362/1369), gift med hertig Vladislav av Beuthen-Kosel (död 1351/1352)
2. Henrik (död ung efter 15 januari 1321, begravd i Wismars franciskanerkyrka)
3. Albrekt den store av Mecklenburg (1318-1379), hertig av Mecklenburg
4. Anastasia (död ung omkring 1321, begravd i Wismars franciskanerkyrka)
5. Agnes (död före 1341), gift med furst Nikolaus III av Werle (död 1360/1361)
6. Beatrix (1324-1399), abbedissa av Ribnitz 1349-1398
7. Johan I (död omkring 1393), hertig av Mecklenburg

Tredje giftet stod 1328 med Agnes (Anna) av Lindau-Ruppin (levde 1343), ett äktenskap som blev barnlöst.